# Oreogrammitis gardettei
Oreogrammitis gardettei är en stensöteväxtart som beskrevs av Barbara S. Parris. Oreogrammitis gardettei ingår i släktet Oreogrammitis och familjen Polypodiaceae. Inga underarter finns listade.